# Сатук Богра-хан
Сатук Богра-хан (901?, 915?—955) (حضرت سلطان ستوق بغرا خان غازي) — правитель Караханидского каганата из рода Караханов. Потомок Бильге Кюль Кадыр-хана и первый тюркский правитель принявший ислам.

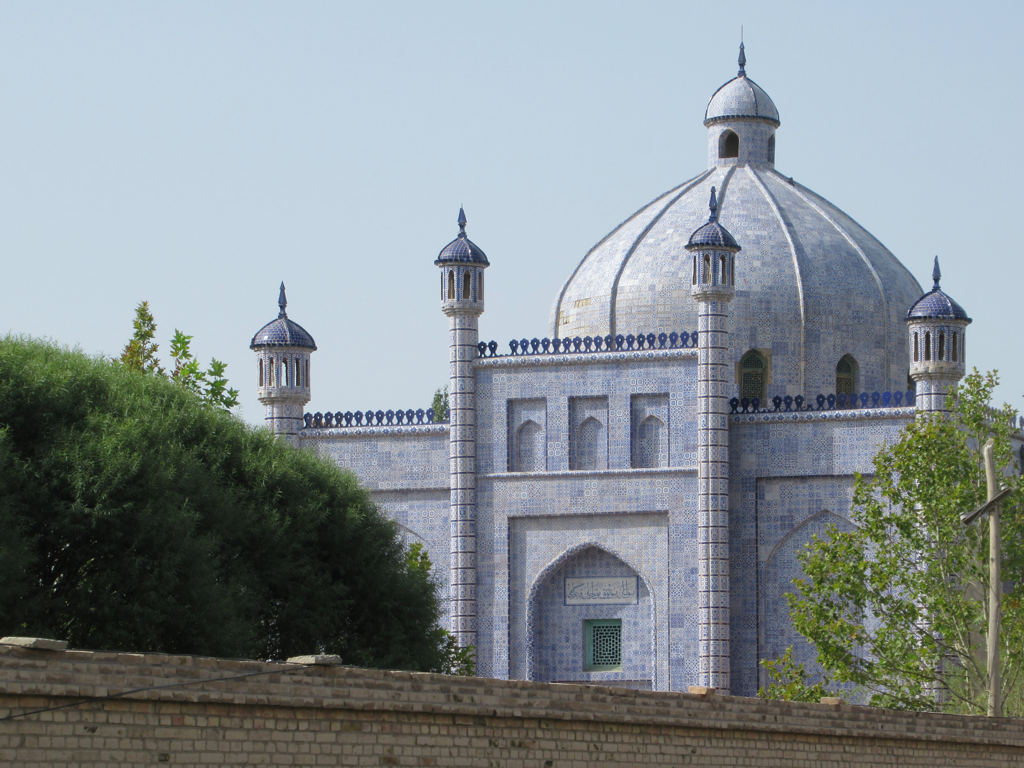
Мавзолей Сатук Богра-хана,
Атуш, Синьцзян

## Биография
В исторической литературе устойчиво мнение, что Сатук Богра-хан был первым из тюркских правителей, принявших ислам, хотя «ни о его правлении вообще, ни о его обращении в ислам нет никаких достоверных известий». Обширные сведения о его биографии, содержащиеся в поздних копиях с утерянной рукописи, датируемой предположительно концом XV — началом XVI века, «Тазкира-йи Богра-хан» («Память Богра-хану»), «носят бесспорно легендарный характер».
Согласно этим легендарным сведениям, Сатук был сыном покойного кагана Базыр Арслан-хана, внуком самопровозглашённого кагана Бильге Кюль Кадыр-хана, возглавлявших борьбу части карлукских племён с исламским государством Саманидов. После смерти отца Сатук жил при дворе своего дяди, Огулчака, в Кашгаре.
В расположенном на торговых путях Кашгаре часто останавливались караваны купцов-мусульман, также в Кашгаре укрывались политические беженцы из саманидской знати, — общение с ними постепенно склонило Сатука к их вере; боясь своего дяди, он принял и исповедовал ислам тайно, до 25 лет, когда, с помощью близких ему единоверцев и при поддержке саманидских проповедников и вельмож, заявил о своих природных правах на кашгарский престол и сверг власть своего дяди.
Через несколько лет, укрепившись в Кашгаре, Сатук Богра-хан предпринял поход в земли своих предков, карлуков, и захватил их столицу — Баласагун (942). Здесь Сатук объявил своё имя, принятое им при обращении в ислам — Абдулькарим, и принял титул кагана всех тюрков, назвавшись, как и его прадед, Кара-хакан (или Кара-хан, что по-тюркски значит не только «чёрный», но и «сильнейший» хан).
Временно вражда между саманидами и кочевниками Семиречья прекратилась. До своей смерти (955) Сатук Богра-хан успел объединить разрозненные уделы и племена распавшегося карлукского каганата, положив начало просвещению (то есть исламизации) тюрков. Действия Сатука воспринимались мусульманской частью его подданных как «священная война» против «неверных», отчего в некоторых источниках к его имени прилагется эпитет «гази». Его сын и наследник, Муса Байташ Бугра-хан, закончил дело отца, объявив ислам государственной религией. — Так, сверяясь с другими источниками, можно заключить из легендарных сведений, содержащихся в дастане «Тазкира-йи Богра-хан», «установить же, лежат ли в основе легенд о Сатуке какие-либо исторические факты, невозможно».
Могила Сатука Богра-хана, как верят, находится в Артуше, чуть севернее Кашгара, почитается как святыня и многие столетия служит местом паломничества мусульман.